# Віденський штадтбан
Віденський штадтбан (нім. Wiener Stadtbahn) — колишня система громадського транспорту Відня, що функціонувала під цією назвою з 1898 по 1989 рік. Сьогодні лінії віденського метро (нім. U-Bahn) U4 і U6, а також місцева швидкісна залізниця що використовує інфраструктуру колишнього штадтбану. Назва «штадтбан» походить від використання даного терміна межі XIX—XX століть для позначення «повномасштабної» залізниці у межах міста, відокремленої від інших видів транспорту; інший сенс має такий же термін "Stadtbahn", який став використовуватися в Німеччині після Другої світової війни. Віденський штадтбан є одним із найвідоміших зразків міської архітектури в стилі ар-нуво. Найбільш відомими будинками є два колишні входи на станції Карлсплац, які в даний час використовуються як кафе та музей, а також окремий павільйон Хофпавілон, побудований спеціально для імператора Франца Йосифа і розташований у східній частині станції Хітцінг; збереглися й деякі інші історичні станції, у тому числі у передмісті Відня.

## Історія

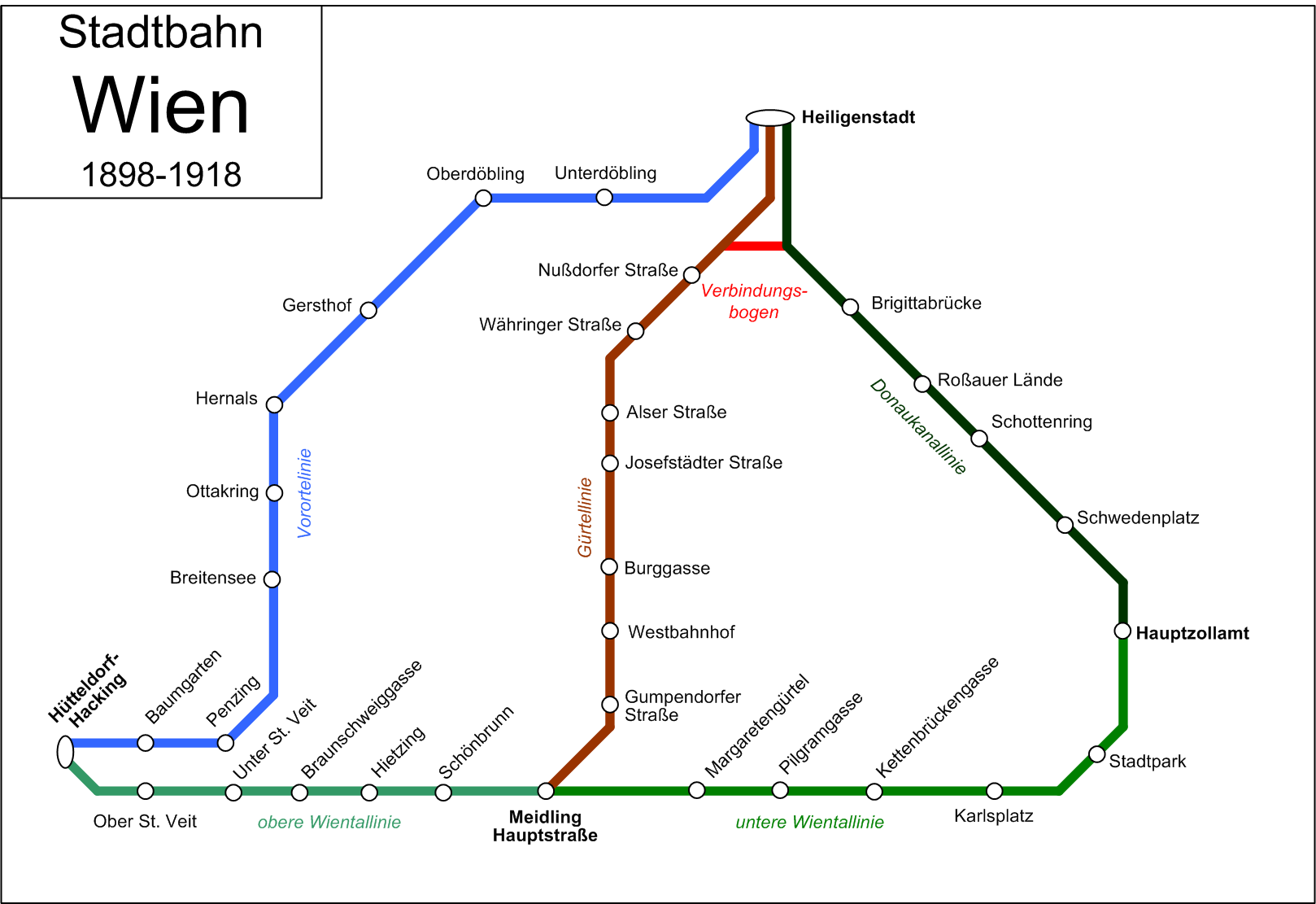
Віденський штадтбан (лінії)

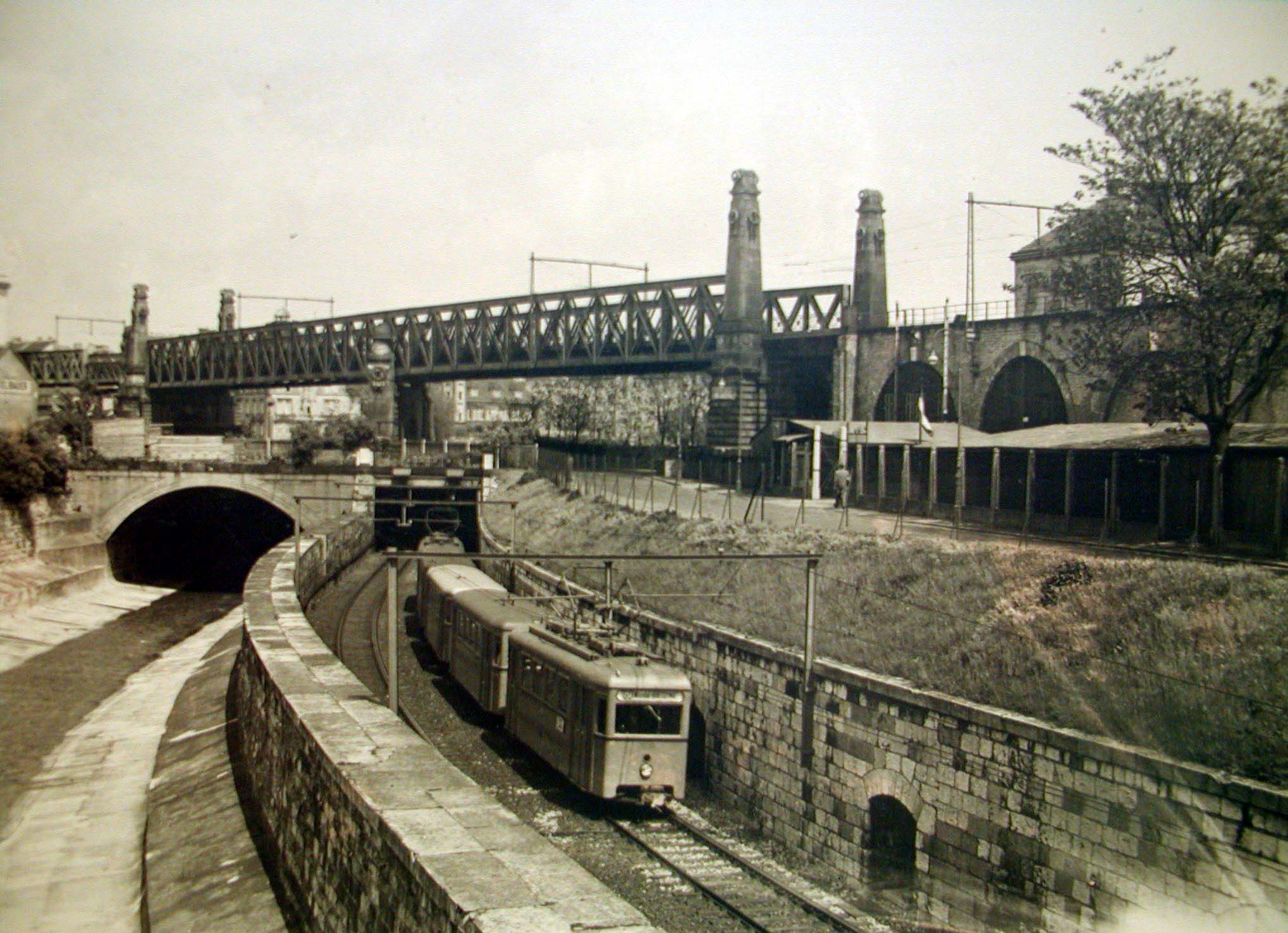
Перетин ліній віденського штадтбана на Längenfeldgasse. Сьогодні U4 знаходиться внизу, а U6 — угорі.

Віденський штадтбан був збудований у період між 1894 і 1901 роком — одночасно з проведенням робіт з регулювання русла річки Відня та Дунайського каналу. Фактично було прокладено лише п'ять ліній із значно більшої запланованої мережі: нім. Wientallinie (лінія Віденської долини), лінія Дунайського каналу, лінія Другого округу, лінія Гюртель (нім. Gürtel) та приміська лінія Форортеліні (нім. Vorortelinie). Крім того, була побудована невелика ділянка траси, що з'єднує лінії Гюртель і Дунай між станціями Нуссдорферштрассе та Фріденсбрюке.
Із ліній, які були побудовані, дві мали перетнути центр міста, а одна мала продовжити лінію Гюртель вздовж південного шляху. Це могло б зробити штадтбан як привабливішим для пасажирів, так і кориснішим для транспортування товарів — але фінансові обмеження стали на заваді продовженню будівництва. Структура віденської мережі штадтбану також передбачала її військове використання — це вимагало повного дотримання правил, створених для магістральних залізниць та інтеграції штадтбан зі звичайним залізничним сполученням, що, у свою чергу, збільшувало витрати. Коли лінії поступово відкривалися (у чотири етапи між 1898 і 1901 роком), вони не змогли залучити передбачувану кількість пасажирів: простих громадян — через високу вартість проїзду, заможних городян — через гар та бруд, що виробляються паровозами (що використовувалися на лініях за вимоги військових), а також через невисоку швидкість руху.
Під час Першої світової війни, в 1918 році, експлуатацію штадтбану було припинено через брак вугілля. Згодом три лінії: Вінталь, Донауканаль і Гюртель — були орендовані міською владою. Вони були електрифіковані і знову відкрилися в 1925 році, під назвою «Віденська електрична столична залізниця» (нім. Wiener Elektrische Stadtbahn).
Відповідно до нової схеми міського транспорту, лінії штадтбану отримали однолітерні позначення: «D» — Donaukanal, «G» — Gürtel, «W» — Wienfluss. При складанні маршрутів, їх можна було поєднувати між собою для позначення ліній, що обслуговуються (наприклад: «GD», «DG» або «WD»). До 1945 року в експлуатації знаходилася і лінія 18G, від Хайлігенштадта до станції Гумпендорферштрассе.
Під час Другої світової війни багато станцій та дільниць колій серйозно постраждали або були повністю зруйновані. Їхня реконструкція тривала до 1955 року, при цьому низка історичних станцій не була відновлена. У 1968 році було прийнято рішення про включення ліній штадтбану до нової міської системи метро. Перетворення лінії «WD» на гілку метро «U4» було завершено в 1981 році, а лінії «G» і «GD» на U6 — в 1989 році. З того часу сам термін «штадтбан» перестав використовуватися офіційно.

## Рухомий склад
Спеціально для використання на Віденському штатбані австрійським інженером Карлом Гельсдорфом (1861—1916) був розроблений спеціальний тип паровоза — клас «kkStB 30». Його двигун був удосконалений для прискорення набору швидкості, можливості слідувати по крутих ухилах, а також випускати мінімум диму. Двохосні вагони будувалися на основі дизайну Отто Вагнера.
Новий тип рухомого складу, введений після електрифікації ліній, був спроектований так, щоб він міг також використовуватися і на трамвайній мережі. Нові поїзди перебували в експлуатації до 1964 року; з середини 1950-х років вагони були суттєво перебудовані — з використанням сталевих рам та нового електроустаткування — та прослужили до 1980-х років.

## Перетворення на метро
З 1976 року штадтбан був інтегрований в нещодавно створену систему віденського метро: платформи були підняті, на коліях з'явилася третя (контактна) рейка. У той же час, деякі павільйони та станції значною мірою збереглися у своєму первісному вигляді. На лініях стали курсувати нові метропоїзди (клас «U»), збудовані австрійською компанією SGP. Лінія U6 — колишня Gürtel — залишилася практично незмінною: архітектура її станцій, також створена Отто Вагнером, була збережена, де це тільки було можливо. При цьому на лінії змінився напрямок руху: з лівого на правосторонній.